# Fantastic Universe
Fantastic Universe fue una revista estadounidense de ciencia ficción con 69 números, publicados desde junio de 1953 hasta marzo de 1960. Desde su inicio hasta septiembre de 1959 fue publicada por King-Size Publications con periodicidad bimestral (excepto entre septiembre de 1954 y octubre de 1958, que apareció mensualmente) y formato digest. Desde octubre de 1959 hasta su final en marzo de 1960 aparecieron seis números mensuales publicados por Great American Publications, todos ellos en formato pulp. La revista tuvo dos principales editores: Leo Marguiles (mayo de 1954-agosto de 1956) y Hans Stefan Santesson (septiembre de 1956-marzo de 1960).
Durante el mandato de Santesson, la calidad de la revista se redujo ligeramente y la revista se hizo conocida por publicar muchas historias sobre ovnis.
Coincidiendo con el fin de la revista, en abril de 1960 Santesson editó The Fantastic Universe Omnibus, una colección de historias publicadas en la revista durante su período, con nombres como Isaac Asimov, Arthur C. Clarke, Avram Davidson, Robert Bloch y Robert Silverberg.

## Historia de la publicación
A principios de la década de 1950, se produjeron cambios drásticos en el mundo editorial de ciencia ficción  estadounidense. A principios de 1949, todas las revistas importantes del sector, salvo una, se publicaban en formato pulp; para finales de 1955, casi todas esas revistas habían dejado de publicarse o habían adoptado el formato digest. Este cambio se debió en gran medida a los distribuidores, como American News Company, que se negaron a publicar las revistas pulp porque ya no eran rentables. La pérdida de rentabilidad se asoció a su vez con el auge de la publicación masiva de ciencia ficción, gracias al establecimiento de editoriales de bolsillo como Ace Books y Ballantine Books. Junto con el aumento de la ciencia ficción en formato libro, se produjo una avalancha de nuevas revistas estadounidenses: de un mínimo de ocho revistas activas en 1946, el campo se expandió a veinte en 1950, y otras veintidós habían comenzado a publicarse en 1954.

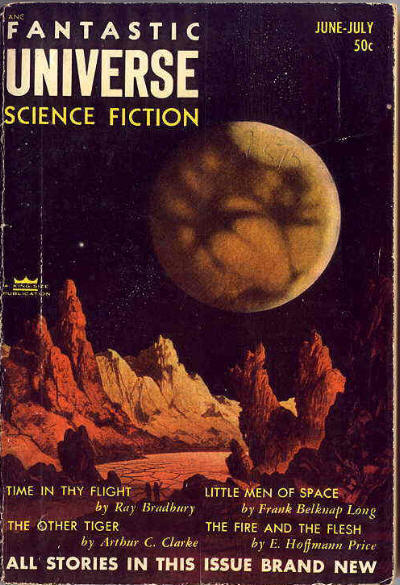
Portada del primer número de Fantastic Universe (junio-julio de 1953)

Fantastic Universe se lanzó en medio de este auge editorial.  La editorial era King-Size Publications, fundada por Leo Margulies y H. L. Herbert. Margulies había estado en la industria pulp desde 1932, habiendo trabajado para Frank Munsey y luego para Beacon Magazines, donde había tenido la responsabilidad general de todos sus títulos, incluyendo varias revistas pulp de ciencia ficción como Startling Stories y Thrilling Wonder Stories. El primer número de Fantastic Universe (junio-julio de 1953) estaba en formato digest y tenía un precio de 50 centavos. Esto era más alto que cualquiera de las revistas de la competencia, pero también tenía el recuento de páginas más alto en el campo en ese momento, con 192 páginas. El equipo editorial inicial estaba formado por Leo Margulies como editor y Sam Merwin como editor; esta era una combinación familiar para los fanáticos de la ciencia ficción de sus años juntos en Thrilling Wonder Stories, que Merwin había editado de 1945 a 1951. King-Size Publications también publicó The Saint Detective Magazine, que fue popular, por lo que Fantastic Universe disfrutó de una buena distribución desde el principio, un factor clave en el éxito de una revista.  Merwin se marchó después de tres números, y tras un breve periodo en el que Beatrice Jones fue editora, Margulies asumió el cargo en el número de mayo de 1954.

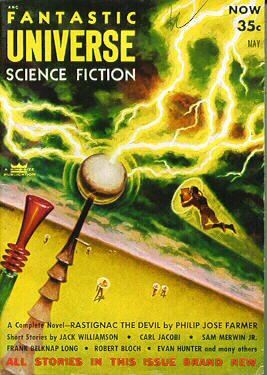
Portada de la revista (mayo de 1954).

A mediados de 1956, King-Size Publications estaba endeudada, y en agosto Margulies vendió su participación en la empresa a Herbert, quien le contó a un amigo que, además de la deuda, había conflictos de personalidad y que la empresa no podía generar suficientes ingresos para dos inversores. La dirección editorial pasó a Hans Stefan Santesson en el número de septiembre de 1956. A finales de 1959, la revista se vendió a Great American Publications y fue rediseñada significativamente. El tamaño se amplió al de una revista de papel satinado, aunque la revista seguía encuadernada en lugar de grapada.
Se desconocen las cifras de circulación de Fantastic Universe, ya que en aquel entonces no era obligatorio publicarlas anualmente, como se hizo posteriormente. Tras el cierre de la revista, Santesson editó una antología con historias extraídad de la revista, titulada The Fantastic Universe Omnibus.

## Contenidos

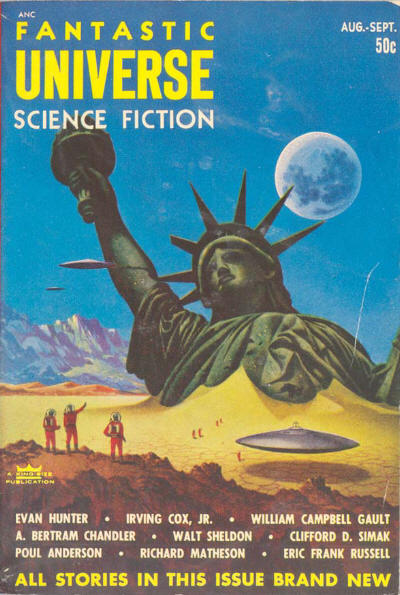
Portada de Fantastic Universe de agosto-septiembre de 1953 (Alex Schomburg).

## Detalles bibliográficos
| | Ene  | Feb  | Mar  | Abr | May  | Jun | Jul  | Ago  | Sep  | Oct  | Nov  | Dic  |
| --- | ---- | ---- | ---- | --- | ---- | --- | ---- | ---- | ---- | ---- | ---- | ---- |
| 1953 |      |      |      |     |      | 1/1 | 1/1  | 1/2  | 1/2  | 1/3  | 1/3  |      |
| 1954 | 1/4  |      | 1/5  |     | 1/6  |     | 2/1  |      | 2/2  | 2/3  | 2/4  | 2/5  |
| 1955 | 2/6  | 3/1  | 3/2  | 3/3 | 3/4  | 3/5 | 3/6  | 4/1  | 4/2  | 4/3  | 4/4  | 4/5  |
| 1956 | 4/6  | 5/1  | 5/2  | 5/3 | 5/4  | 5/5 | 5/6  | 6/1  | 6/2  | 6/3  | 6/4  | 6/5  |
| 1957 | 7/1  | 7/2  | 7/3  | 7/4 | 7/5  | 7/6 | 8/1  | 8/2  | 8/3  | 8/4  | 8/5  | 8/6  |
| 1958 | 9/1  | 9/2  | 9/3  | 9/4 | 9/5  | 9/6 | 10/1 | 10/2 | 10/3 | 10/4 | 10/5 |      |
| 1959 | 11/1 |      | 11/2 |     | 11/3 |     | 11/4 |      | 11/5 | 11/6 | 12/1 | 12/2 |
| 1960 | 12/3 | 12/4 | 12/5 |     |      |     |      |      |      |      |      |      |
| Números de Fantastic Universe. Se muestra en formato volumen/número. Los editores fueron: Sam Merwin (azul), Beatrice Jones (verde), Leo Margulies (amarillo) y Hans Stefan Santesson (púrpura). |      |      |      |     |      |     |      |      |      |      |      |      |

Los editores de la revista fueron:
- Sam Merwin, Jr.: junio–julio 1953 hasta octubre-noviembre de 1953 (3 números)[23]
- Beatrice Jones: enero de 1954 y marzo de 1954 (2 números)[24]
- Leo Margulies: desde mayo de 1954 hasta agosto de 1956 (26 números)[25]
- Hans Stefan Santesson: desde septiembre de 1956 hasta marzo de 1960 (38 números).[26]

### Portada

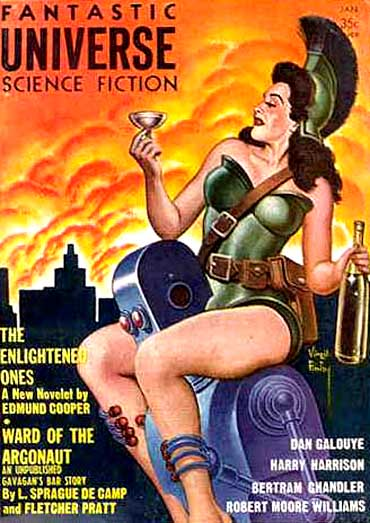
Portada de Fantastic Universe de enero de 1959 (Virgil Finlay).

Para la portada colaboraron artistas como Alex Schomburg (10 portadas), Emsh (5), Frank Kelly Freas (7), Mel Hunter (7) y Virgil Finlay (25 portadas desde 1957).